# Vinzenz Weber
Vinzenz Weber (* 26. August 1795 in Moosburg; † 18. März 1875 ebenda) war ein österreichischer Landwirt und Politiker.

## Leben
Weber war der Sohn des Mossburger Gast- und Landwirts Josef Weber und dessen Ehefrau Dorothea geborene Klenner. Er war römisch-katholischer Konfession und lebte als Realitätenbesitzer und Landwirt in Moosburg.
Weber war Bürgermeister von Moosburg und Mitglied der Landwirtschaftsgesellschaft in Kärnten. Vom 17. Juli 1848 bis zum 4. März 1849 war er Abgeordneter im Provisorischen Kärntner Landtag. Ab dem 17. Oktober 1848 war er Mitglied des verstärkten provisorischen Landtagsausschusses. Im Dezember 1848 gehörte er der Deputation des provisorischen Landtagsausschusses in Olmütz an.
Er wurde mit dem goldenen Verdienstkreuz mit der Krone ausgezeichnet.